# Belgrade (Montana)
Pour les articles homonymes, voir Belgrade (homonymie).
La ville de Belgrade est située dans la vallée de la rivière Gallatin à une douzaine de kilomètres au nord-ouest de Bozeman siège du comté de Gallatin, dans l’État du Montana, aux États-Unis. Lors du recensement de 2010, elle comptait 7 389 habitants. L'aéroport régional de Gallatin est implanté dans la ville.

## Histoire
La ville a été nommée en hommage à Thomas B. Quaw, originaire de Belgrade, capitale de la Serbie, qui l’a fondée en 1882.